# Galilea (La Rioja)
Galilea (La Rioja) tỉnh và cộng đồng tự trị La Rioja, phía bắc Tây Ban Nha. Đô thị này có diện tích là 9,72 ki-lô-mét vuông, dân số năm 2009 là 394 người với mật độ 40,53 người/km². Đô thị này có cự ly 24 km so với Logroño.